# Elise Prehn
Élise Prehn, née le 9 août 1848 à Altona et morte le 11 juin 1918 à Kiel) est un peintre de fleurs allemande.

## Biographie
Elle est la fille d'un juge de cour d'appel. Elle est formée par la peintre de fleurs Clara von Sivers, et par la peintre de fleurs, de natures mortes et de paysages Helene Stromeyer à Karlsruhe. Après ses études, elle vit quelque temps à Karlsruhe et plus tard à Kiel avec sa mère ; elle y enseigne elle-même la peinture de fleurs pendant quelques années. A Karlsruhe, elle vit au 38 de la Sophienstrasse et à Kiel au 12 du Schlossgarten 12.
Son travail se concentre sur la peinture de fleurs, même si elle peint aussi des aquarelles de paysages, des portraits au pastel et à l'huile, et réalise des œuvres d'art et d'artisanat.
A l'occasion du mariage en 1885 de la princesse Caroline Mathilde de Schleswig-Holstein (1860-1932) avec le prince Frédéric-Ferdinand de Schleswig-Holstein-Sonderbourg-Glücksbourg, un parapluie est offert comme cadeau de mariage par les femmes de Kiel, dont les guirlandes de fleurs sont par Elise Prehn et Charlotte Valentiner.
Parmi ses élèves, on compte entre autres Fanny Stresow (de).

## Expositions
- 1878 : Exposition de l'Académie des arts de Berlin ;
- 1880 : Exposition de l'Association d'art saxon ; Exposition commerciale à Kiel
- 1881 : Exposition de l'Association d'art saxon ; Exposition de l'École supérieure des beaux-arts de Dresde
- 1882 : Exposition de l'Association d'art saxon ;
- 1883 : Exposition de l'Association d'art saxon ; Exposition internationale d'art dans le palais des Glaces de Munich ; Exposition de l'Académie Royale des Beaux-Arts de Dresde ;
- 1884 : Exposition de l'Académie Royale des Beaux-Arts de Dresde ; Exposition de l'Association d'art du Schleswig-Holstein ;
- 1888 : Exposition de l'Académie Royale des Beaux-Arts de Dresde ;
- 1890 : Exposition de l'Association d'art saxon ; Exposition générale d'art de Brême ; exposition commerciale à Kiel;
- 1891 : Exposition d'art de l'Association d'art de Düsseldorf ;
- 1892 : Exposition de l'Association d'art saxon ;
- 1893 : Exposition de l'Association d'art saxon ; Exposition de l' Association des Artistes Féminines de Berlin ; Exposition universelle de 1893 à Chicago ;
- 1894 1 Exposition de la coopérative d'art du Schleswig-Holstein ;
- 1896 : Exposition de la Province du Schleswig-Holstein à Kiel ;
- 1898 : Exposition de l'Association des artistes féminines de Berlin ;
- 1901 : Exposition de l'Association des artistes féminines de Berlin ;
- 1903 : Exposition de l'Association d'art du Schleswig-Holstein ;
- 1904 : Exposition de l'Association d'art du Schleswig-Holstein ;
- 1909 : Exposition de l'Association d'art du Schleswig-Holstein ;
- 1913 : Exposition de l'Association d'art du Schleswig-Holstein.

Elle a obtenu un diplôme à la foire commerciale de Kiel en 1880 et a reçu une médaille pour sa peinture à l'éventail à l'exposition universelle de Chicago en 1893.

## Œuvres (sélection)
- Glockenblumen (jacinthes des bois)
- Schneerosen (roses de neige)
- Rosen am Wasser (roses au bord de l'eau)
- Päonien (pivoines)